# Ribčev Laz
Ribčev Laz é uma vila localizada no município de Bohinj na Eslovênia. Possuía uma população estimada de 165 habitantes em 2020.